# Maurits Elvingsson
Olof Maurits Elvingsson, född Henriksson 20 januari 1982 i Bräcke församling, Jämtlands län, är en svensk skådespelare.

## Biografi
Elvingsson studerade vid Fridhems folkhögskola 2003-2005 och vid Teaterhögskolan i Luleå 2005-2009. Han har bland annat arbetat vid Uppsala Stadsteater, Dramaten, Östgötateatern, Norrbottensteatern och Ungatur.

## Teater

### Roller (ej komplett)
| År   | Roll                | Produktion                                                                             | Regi                    | Teater                  |
| ---- | ------------------- | -------------------------------------------------------------------------------------- | ----------------------- | ----------------------- |
| 2007 |                     | Salmiak och Spocke Moni Nilsson-Brännström                                             | Olle Törnqvist          | Norrbottensteatern      |
| 2008 |                     | Tjuven Göran Tunström                                                                  | Linus Tunström          | Uppsala Stadsteater     |
| 2008 |                     | Hemligheter                                                                            |                         | Uppsala Stadsteater     |
| 2009 | Cherubin            | Figaros bröllop (La Folle Journée, ou Le Mariage de Figaro) Pierre de Beaumarchais     | Stina Ancker            | Östgötateatern          |
| 2009 |                     | Leendets land (Das Land des Lächelns) Franz Lehár, Ludwig Herzer och Fritz Löhner-Beda | Sally Palmquist Procopé | Unga Tur                |
| 2010 | Man 3               | Hjärtats beatbox Ensemblen                                                             | Nina Wester             | Dramaten                |
| 2010 | Ferdinand           | Lilla stormen Kristian Hallberg                                                        | Sally Palmquist Procopé | Dramaten                |
| 2011 |                     | Enron Lucy Prebble                                                                     | Hilmar Jónsson          | Östgötateatern          |
| 2011 |                     | Värmlänningarna Fredrik August Dahlgren och Andreas Randel                             | Sally Palmquist Procopé | Unga Tur/ Orionteatern  |
| 2011 |                     | John och svamparna Johan Petri                                                         | Johan Petri             | Dramaten                |
| 2016 | Baba Yaga           | Baba Yaga Nils Poletti och Manda Stenström                                             | Nils Poletti            | Ung scen/öst            |
| 2019 | Ulli Lerch          | Nån sorts lugn före stormen (Nach der Ruhe vor dem Sturm) Theresia Walser              | Johan Huldt             | Östgötateatern          |
| 2021 | Albert              | Titta pappa, en död cirkus! Kristina Lugn och Staffan Westerberg                       | Martina Montelius       | Teater Brunnsgatan Fyra |
| 2022 | Arijoutsi Prittinen | Expedition kyla (Kohti kylmempää) Leea Klemola och Klaus Klemola                       | Jussi Sorjanen          | Östgötateatern          |
| 2022 |                     | Arv (The Inheritance) Matthew Lopez                                                    | Carl Johan Karlson      | Dramaten                |

## Film
- 2007 - Terror i rock'n'roll Önsjön, Rockaway Entertainment
- 2008 - 900 m under jord, E.film
- 2011 - Något måste gå sönder, Garage film
- 2011 - Röd måne, Devkinoproduktion

## Radio
- 2005 - Rymdhunden Laika, P3 Barnradio
- 2006 - Pojken som blev biten av en Tapir, P3 Barnradio